# Comité Socialista de Defensa Nacional
El Comité Socialista de Defensa Nacional, también conocido como Liga Socialista de Defensa Nacional, fue una facción socialista británica favorable a la Primera Guerra Mundial.
Los orígenes del partido descansan en la escisión del ala derecha del Partido Socialista Británico en 1915, liderada por Victor Fisher, fundamentalmente en torno a las cuestiones puestas en primer plano por la Primera Guerra Mundial, agrupando a los seguidores del fracasado candidato al liderazgo del partido, Henry Hyndman. Apoyaban «la idea eterna de nacionalidad» con el objetivo de promover «medidas socialistas en el esfuerzo de guerra». Fisher y Alexander M. Thompson formarían el Comité Socialista de Defensa Nacional. Este grupo incluía a H. G. Wells y a Robert Blatchford.
Consideraban deseable apoyar al Reino Unido en la Gran Guerra contra el «militarismo prusiano». Aun entonces mantenían que eran un partido marxista. Se agruparon en torno al periódico Justice.
Algunos de sus elementos formaron parte posteriormente del Partido Socialista Nacional de Hyndman, que se afilió al Partido Laborista en 1918. Hubieron de renunciar al concepto de partido de vanguardia y veían a la Revolución rusa como un peligro que debilitaría el esfuerzo bélico del Reino Unido.
Otros de sus miembros se unieron a la Liga de Trabajadores Británicos, que con el tiempo formaría parte del Partido Nacional Democrático y Laborista.